# 岐阜県道328号安久田吉野線
岐阜県道328号安久田吉野線（ぎふけんどう328ごう あくだよしのせん）は、岐阜県郡上市内を通る一般県道である。

## 概要

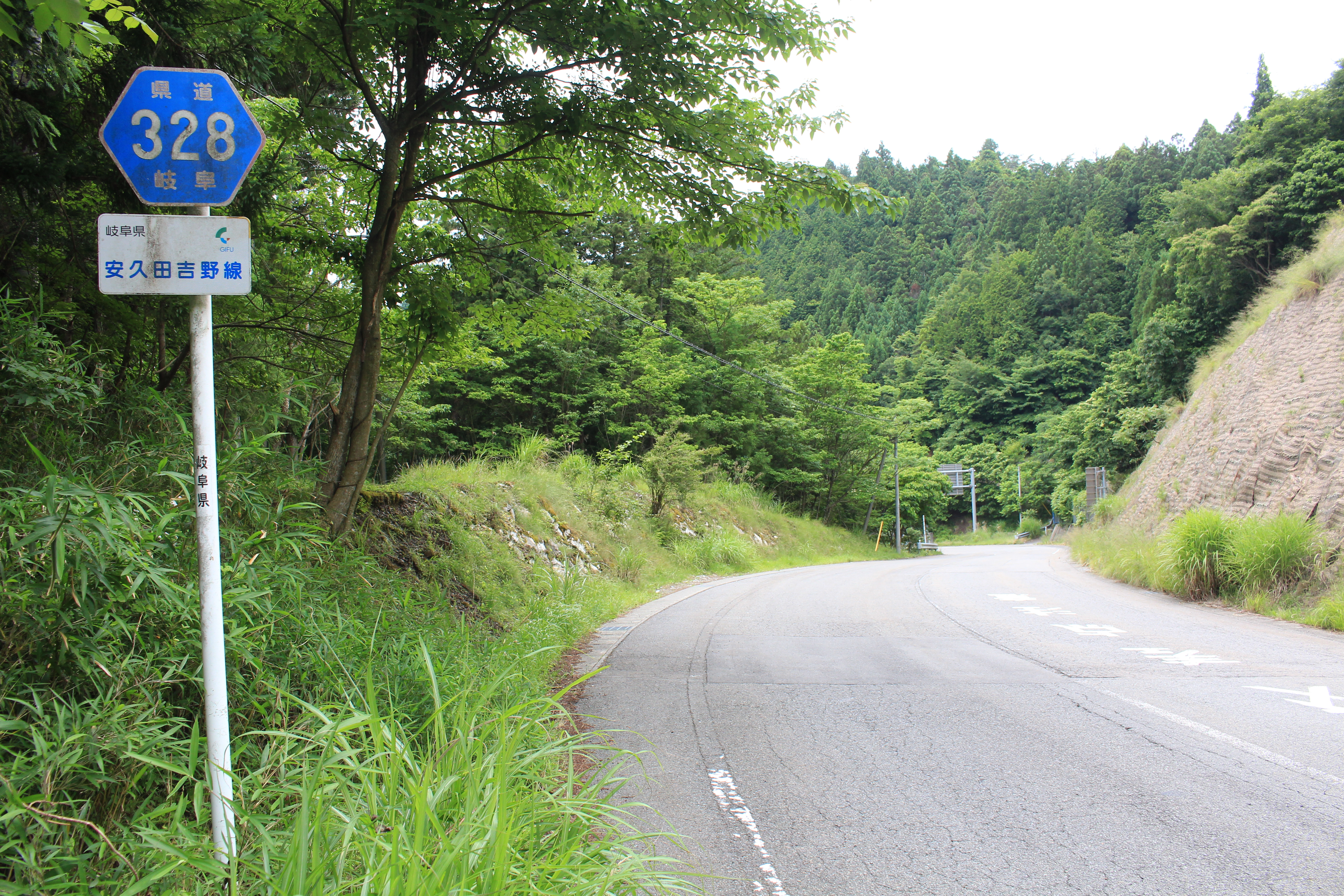
岐阜県道328号安久田吉野線、起点となる国道256号への交点付近、郡上市八幡町安久田にて

### 路線データ
- 起点：岐阜県郡上市八幡町安久田（国道256号交点）
- 終点：岐阜県郡上市八幡町吉野（国道156号・国道256号交点）

## 沿革
- 1977年（昭和52年）2月27日 ： 認定[1]

## 地理

### 通過する自治体
- 岐阜県
  - 郡上市

### 接続する道路
- 国道256号（郡上市八幡町安久田地内）

この間未開通区間あり（郡上市八幡町安久田地内）（郡上市道を介して迂回可能）
- 国道156号・国道256号（郡上市八幡町吉野地内）

### 周辺
- 大滝鍾乳洞
- 長良川鉄道越美南線 相生駅